# Kolej Metropolitalna w Górnośląsko-Zagłębiowskiej Metropolii
Kolej Metropolitalna w Górnośląsko-Zagłębiowskiej Metropolii – koncept systemu kolei aglomeracyjnej wstępnie zaprojektowany w 2018 r., w różnych wariantach, dla zaspokojenia potrzeb komunikacyjnych konurbacji górnośląskiej. Projekt jest jednym z głównych działań realizowanych w ramach Metropolii GZM.

## Historia
W 2018 r., w ramach współpracy z Metropolią GZM, Katedra Systemów Transportowych i Inżynierii Ruchu Politechniki Śląskiej wydała dokument "Koncepcja Kolei Metropolitalnej dla Górnośląsko-Zagłębiowskiej Metropolii z wykorzystaniem metod inżynierii systemów". Jest to koncepcja kolei metropolitalnej, uwzględniająca szereg analiz społeczno-gospodarczych, potrzebnych przy wstępnej fazie projektowania.
Pełną koncepcję w siedmiu tomach, wraz z syntezą, załącznikami oraz opracowaniem map opublikowano w BIP-ie pod koniec roku 2019. W czerwcu 2020, wyłoniono zwycięską firmę w przetargu na przygotowanie Wstępnego Studium Wykonalności Kolei Metropolitalnej. Przetarg wygrała firma Databout sp. z o.o. z siedzibą w Warszawie, a na wykonanie zadania otrzymała 48 miesięcy. Wykonawca "studium", jak i Metropolia, zakładają, że możliwe jest uruchomienie pierwszych połączeń Kolei Metropolitalnej do 2030 r.
Projektowany system ma być rozwinięciem Szybkiej Kolei Regionalnej, funkcjonującej już między Katowicami a Tychami, oraz powrotem do kilku koncepcji znanych z przerwanej budowy Kolei Ruchu Regionalnego z lat 80. XX wieku.
U końca roku 2020 Metropolia, w ramach promocji oraz poszerzania wiedzy nt. planowanych inwestycji, udostępniła interaktywną mapę połączeń kolejowych, uwzględniających te już istniejące, planowane warianty przyszłej KM, oraz odnogi projektowane jako dolotowe do planowanego Centralnego Portu Komunikacyjnego.
Kilkanaście inwestycji kolejowych zostało zgłoszonych przez Metropolię do programu Kolej+ w ramach przygotowań siatki kolejowej na uruchomienie KM. Wśród zgłoszonych zadań, znalazły się m.in.: odbudowa jednotorowej linii kolejowej nr 198 do Pyskowic Miasta, rozbudowa linii kolejowej nr 140 na odc. Katowice Ligota–Orzesze Jaśkowice o kolejny tor i nowe przystanki osobowe, czy opracowanie z przygotowaniem alternatywnego połączenia kolejowego w ciągu Tychy – Katowice Murcki – Katowice Ligota linią kolejową nr 142. Dalej znalazły się prace na liniach 189, 132, 162, 141 i 164 oraz tzw. projekty "punktowe" w których zawiera się głównie budowę nowych przystanków osobowych w sześciu miastach należących do związku metropolitalnego. W listopadzie 2020 r. ogłoszono pozytywną weryfikację wszystkich zgłoszonych do programu wniosków, co daje im realną szansę na realizację, przy wykorzystaniu funduszy państwowych.

## Założenia
Nowa kolej aglomeracyjna dla Metropolii GZM została zaprojektowana w kilku wariantach:
- Wariant W0 opiera się na komunikacji w dwóch podstawowych osiach: 
  - wschód–zachód na trasie Gliwice – Katowice – Dąbrowa Górnicza
  - północ–południe na trasie Tychy – Katowice – Tarnowskie Góry
- Wariant W1 opiera się na dokładnie tym samym przebiegu tras, co w wariancie W0, z dodatkowym założeniem całkowitego wydzielenia torowisk KM od tych już istniejących

- Wariant W2 opiera się na komunikacji w dwóch podstawowych osiach oraz wykorzystania kilku różnych typów komunikacji naziemnej: kolei normalnotorowej, lekkiej kolei miejskiej oraz wydzielonej nitki kolei monorail
  - wschód–zachód na trasie Pyskowice – Katowice – Mysłowice / Dąbrowa Górnicza
  - północ–południe na trasie Tychy – Katowice – Tarnowskie Góry
  - monorail w linii prostej z Katowic i Sosnowca, do Portu Lotniczego Katowice-Pyrzowice

- Wariant W3 opiera się na tym samym przebiegu tras, co w wariancie W2, z wydłużeniem trasy do Pyskowic Miasta, oraz większym zróżnicowaniem typów komunikacji na różnych odcinkach

Wariant 0, jest projektem wpisującym się w założenia ustalone w „Programie działań strategicznych Górnośląsko-Zagłębiowskiej Metropolii do roku 2022”. Każdy kolejny, to koncepcje bardziej rozbudowane, droższe i pracochłonne. Niektórym wariantom towarzyszą także opracowania dodatkowe, np. uzupełniającego systemu szybkiego tramwaju; łączącego (w zależności od wariantu) Katowice, Siemianowice Ślaskie, Czeladź, Będzin oraz Chorzów, Sosnowiec i Bytom.
Założenia najbardziej rozbudowanych wariantów KM uwzględniają długość torowisk oscylującą w granicach ok. 400 kilometrów. Zakłada się w nich także potrzebę wybudowania ok. 130 nowych przystanków kolejowych. Szacunkowe koszta budowy KM to od ok. 8,6 mld złotych do nawet 15,6 mld złotych.

## Budowa

### Będzin − Katowice − Katowice Piotrowice
Założeniem projektu budowy kolei aglomeracyjnej na szlaku Będzin − Katowice − Katowice Piotrowice jest rozbudowa o drugi tor i wydłużenie linii kolejowych nr 659 oraz 656 pod ruch aglomeracyjny, w tym elektryfikacja linii kolejowej nr 659. Założeniem prac jest budowa pięciu nowych przystanków osobowych: Katowice Akademia, Katowice Kokociniec, Katowice Morawa, Katowice Uniwersytet i Sosnowiec Środula oraz przesunięcie przystanku Katowice Brynów na drugą stronę koło wiaduktu autostrady A4. Do przebudowy przewidziano również istniejące stacje kolejowe w tym przebudowę stacji kolejowej Będzin na stację techniczną.
Przed rozpoczęciem prac linia kolejowa nr 659 była jednotorowa i niezelektryfikowana, biegła od stacji Będzin i kończyła bieg na stacji Sosnowiec Główny za torem manewrowym nr 3 oraz była wykorzystywana do obsługi bocznic znajdujących się między tymi stacjami. Do 2023 roku linia była wykreślona z ewidencji PKP PLK. Natomiast linia kolejowa nr 656 była jednotorową zelektryfikowaną linią łącząca stację Katowice z posterunkiem odgałęźnym Brynów.
9 października 2023 roku zawarto umowę z ZUE na realizację prac. Prace budowlane rozpoczęto w grudniu 2023 roku początkowo na odcinku Będzin − Katowice Szopienice Południowe, gdzie zlikwidowano ruch pasażerski na stacji kolejowej Będzin oraz przystąpiono do budowy przystanków Sosnowiec Środula i Katowice Morawa. Następnie od 2 września 2024 roku przystąpiono do przebudowy fragmentu Katowice Szopienice Południowe – Katowice Piotrowice. 3 października wyłączono z ruchu peron 1 na stacji Katowice z powodu przebudowy.

## Kontrowersje
Już po pierwszej publikacji wstępnych założeń nowego systemu, Metropolia GZM została skrytykowana za pomysł budowy kolei typu monorail na pyrzowickie lotnisko. Według opinii mieszkańców oraz osób różnych profesji i stanowisk spośród środowiska transportowego, takie rozwiązanie jest zupełnie nietrafione - pochłonie zbyt dużą ilość finansów, oraz wpłynie zdecydowanie niekorzystnie na walory estetyczne krajobrazu.

## Galeria

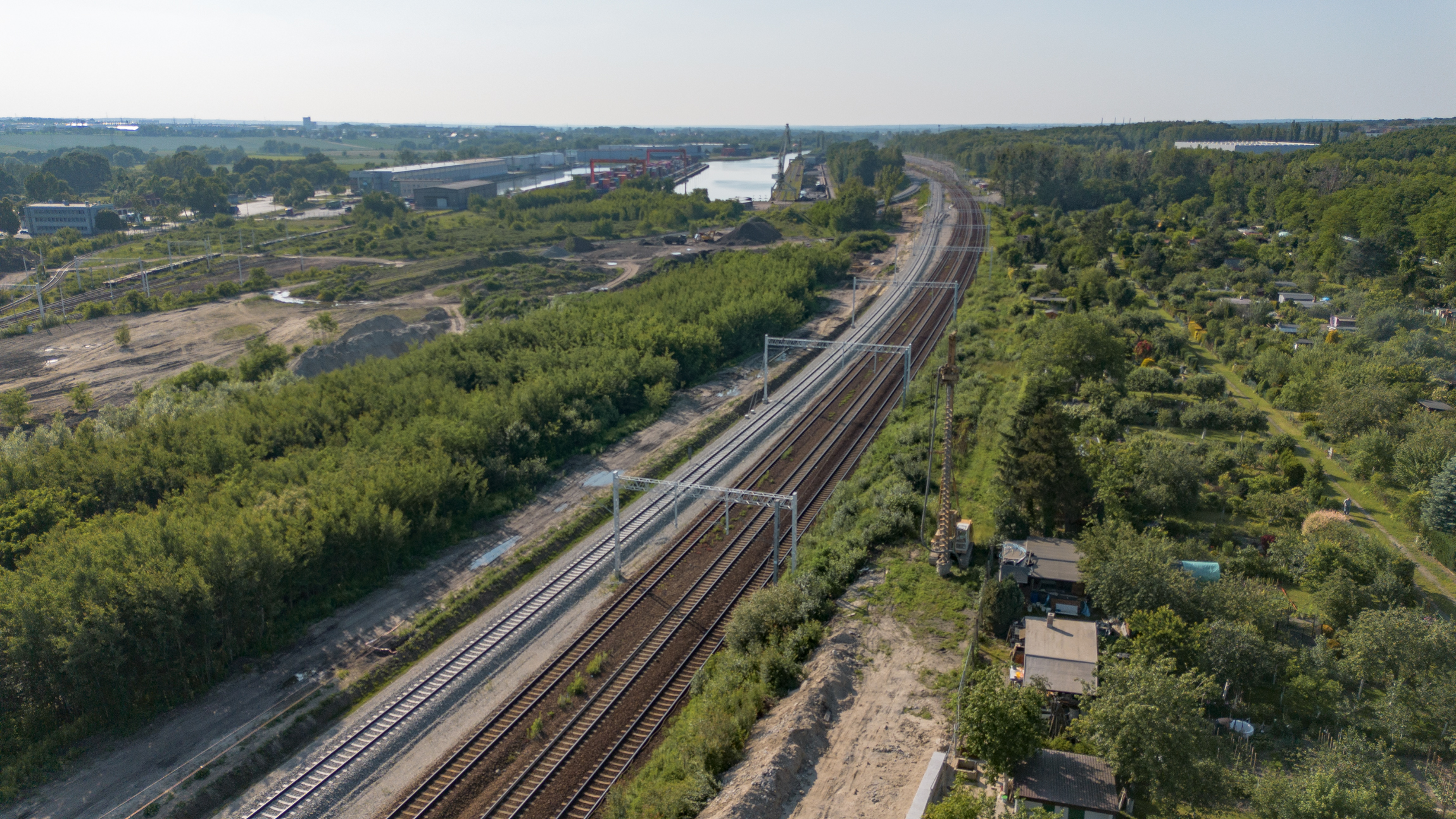
Budowa przystanku Gliwice Kopernik (czerwiec 2025)
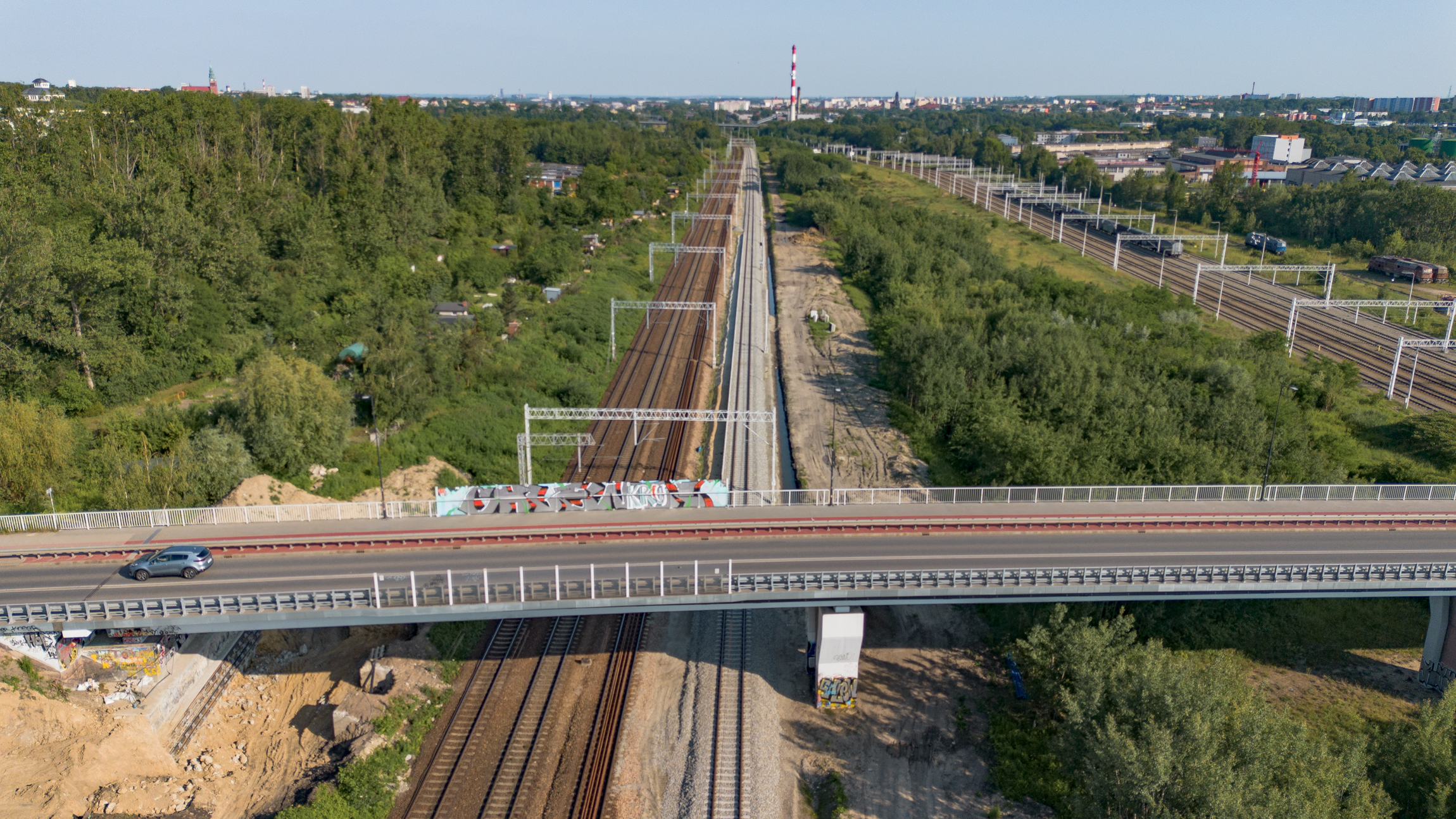
Budowa przystanku Gliwice Kopernik (czerwiec 2025)
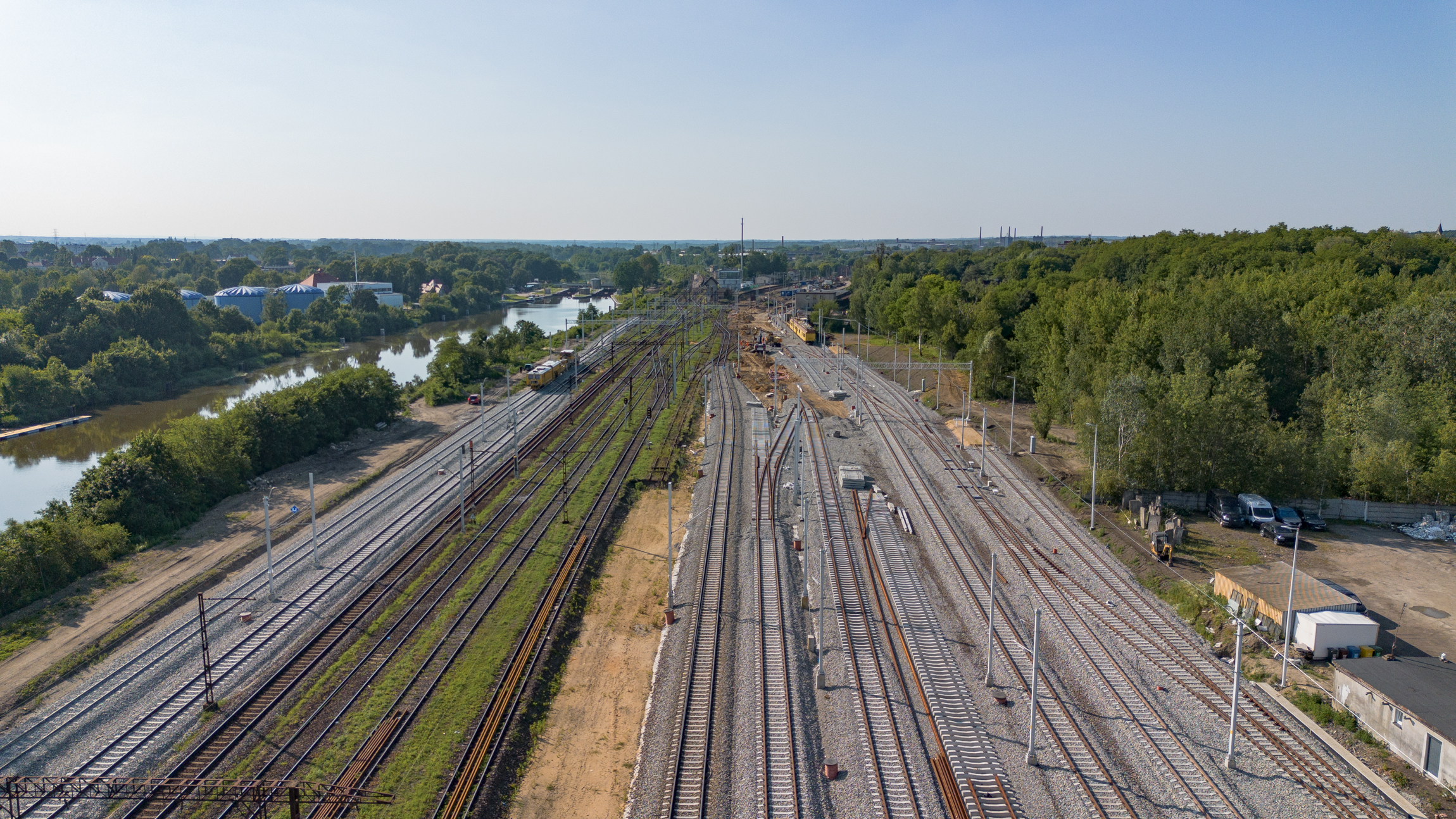
Gliwice Port/Łabędy w trakcie przebudowy (2025).
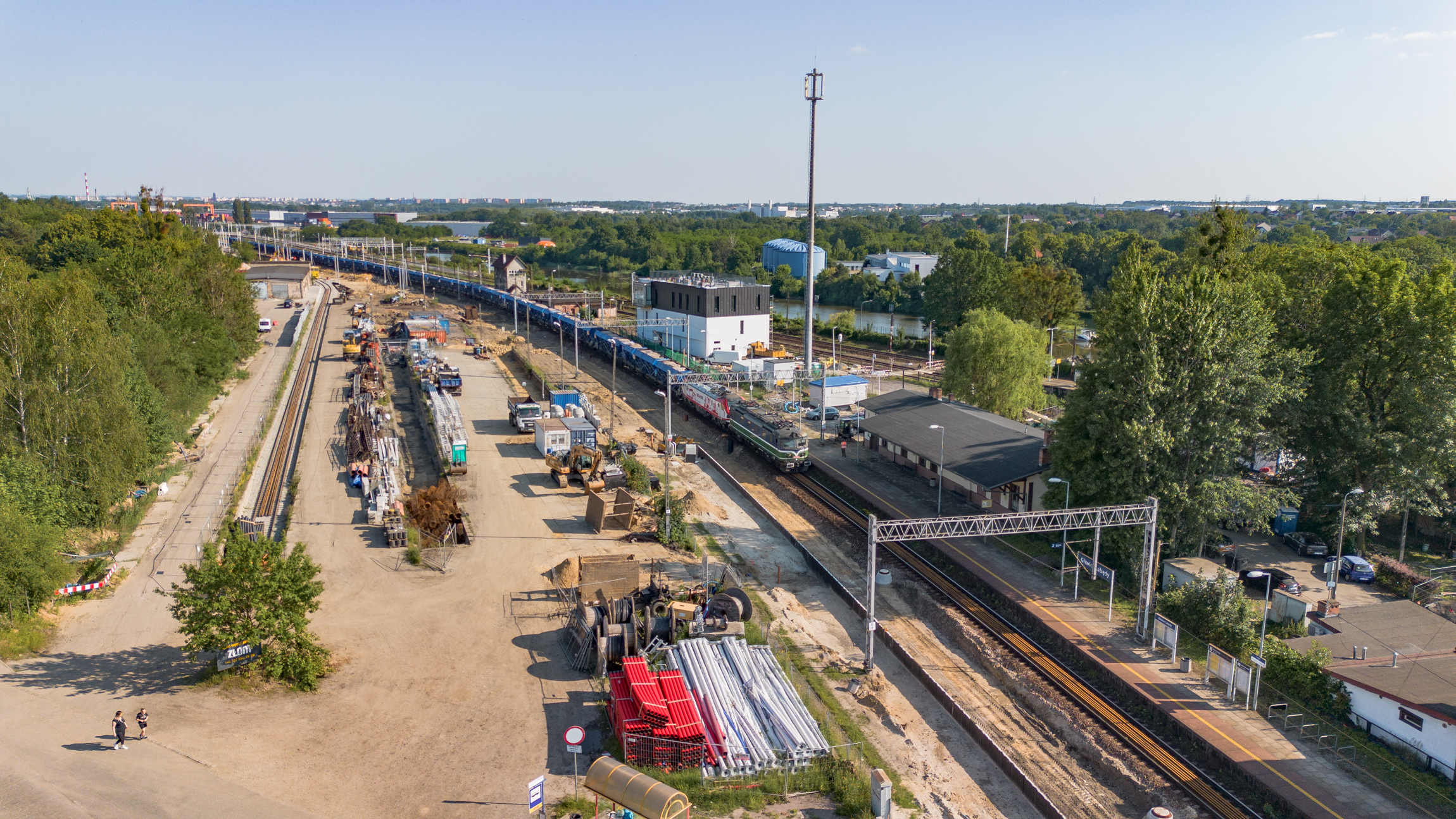
Gliwice Łabędy w trakcie przebudowy (2025).
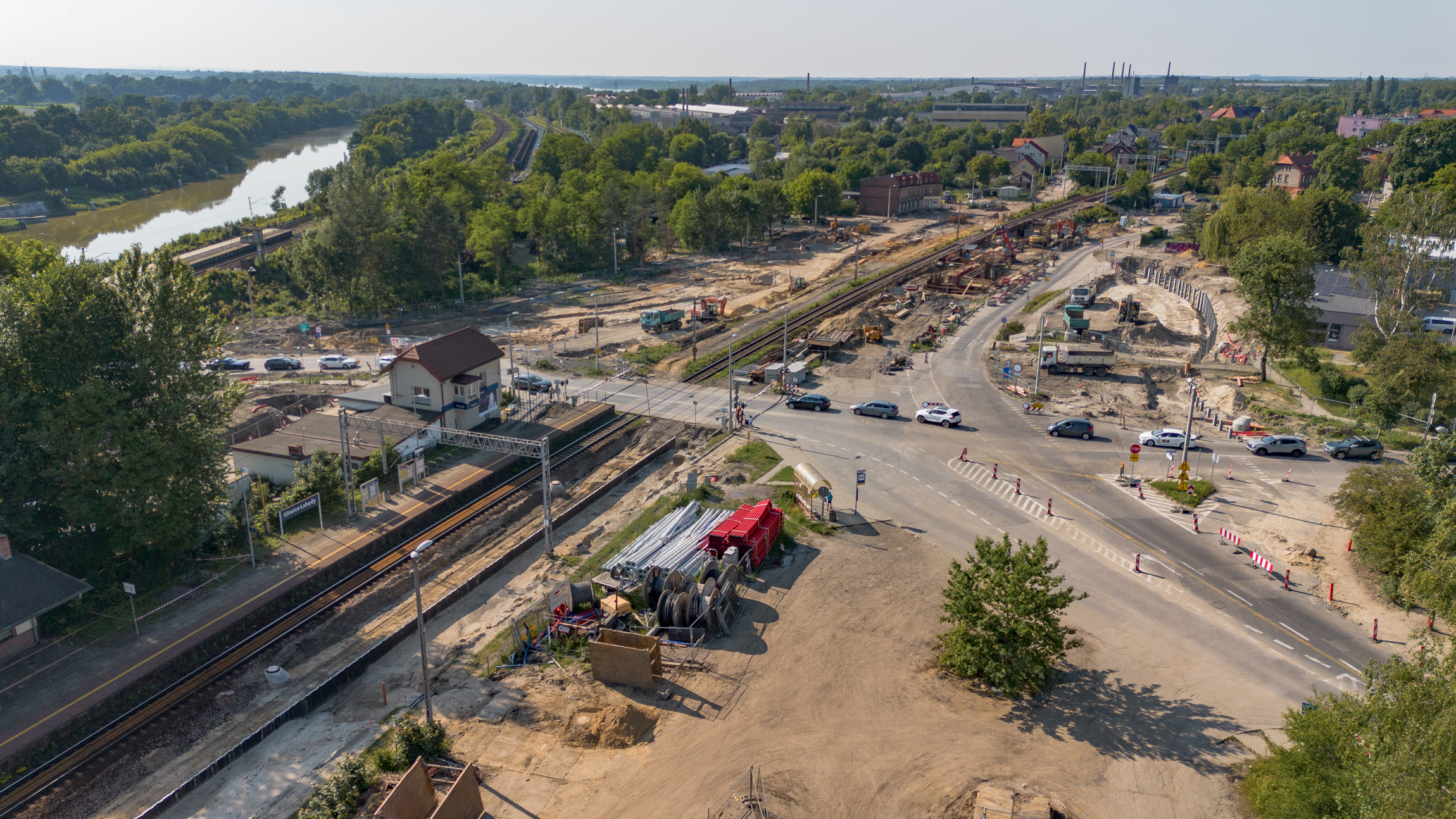
Gliwice Łabędy w trakcie przebudowy (2025).
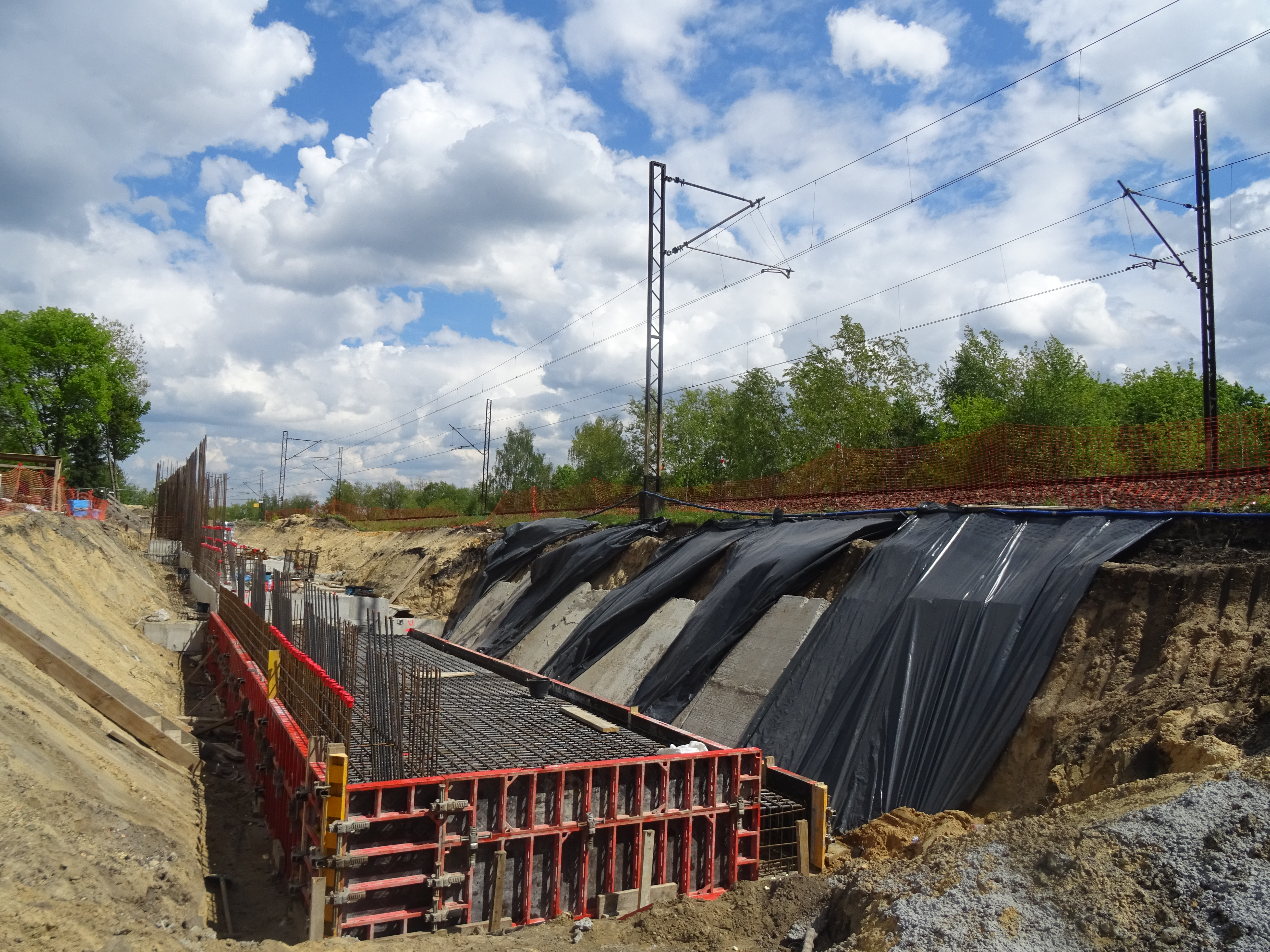
Budowa fundamentów przystanku Katowice Morawa (2024).
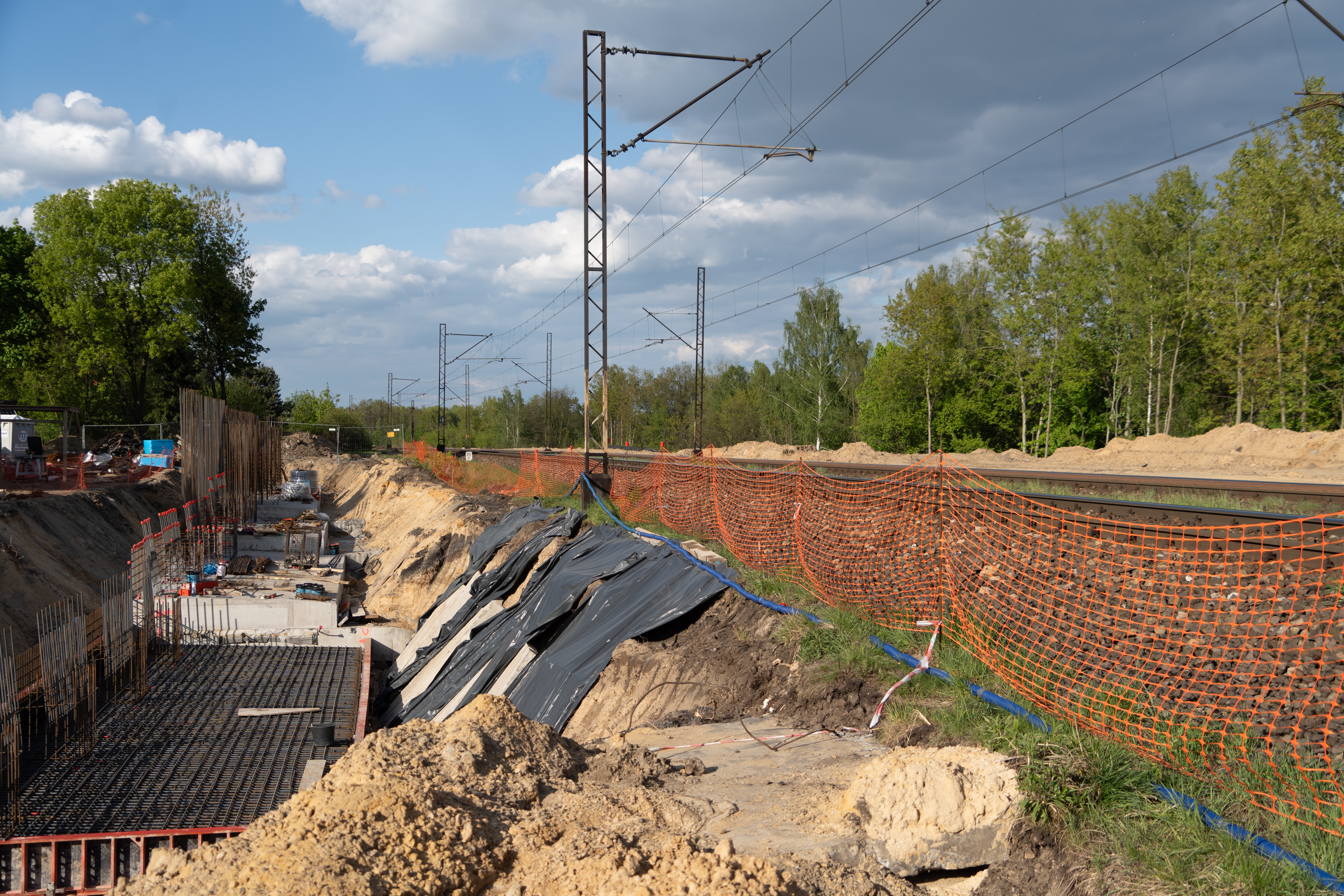
Przystanek kolejowy Katowice Morawa w trakcie budowy (2024).
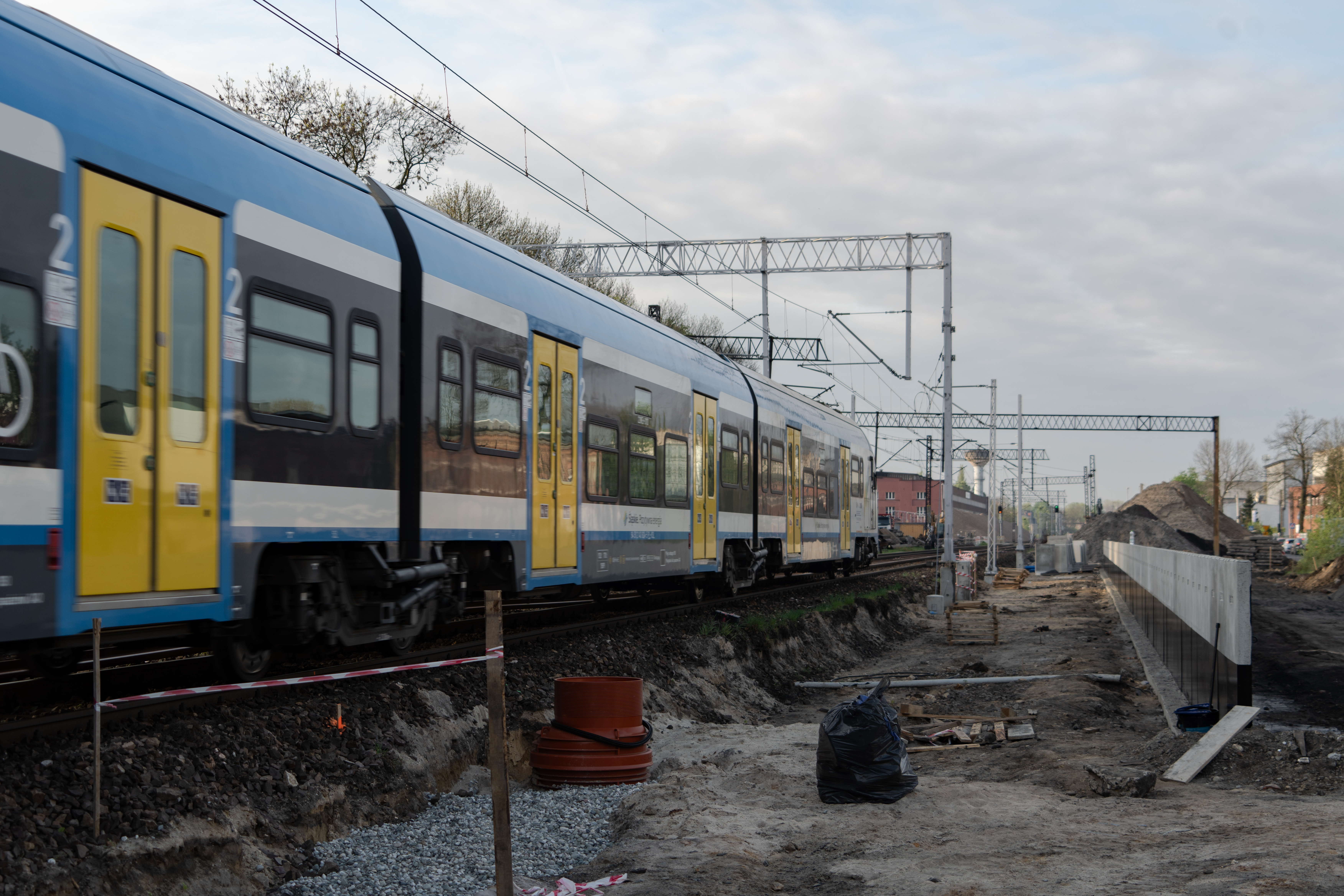
Budowa przystanku kolejkowego Sosnowiec Środula (2024)